# Michael von der Heide
Michael von der Heide, född 16 oktober 1971, är en schweizisk musiker, sångare och skådespelare. 

## Eurovision Song Contest
1999 deltog Heide i den tyska uttagningen till Eurovision Song Contest med låten "Bye Bye Bar", som slutade på femte plats. I december 2009 annonserades att Heide skulle representera Schweiz i Eurovision Song Contest 2010 med låten "Il pleut de l'or" (sv. 'Det regnar guld'). Den 27 maj tävlade han i den andra semifinalen, men misslyckades med att ta sig till finalen den 29 maj.

## Diskografi

### Album
- 1996 - Michael von der Heide
- 1998 - 30°
- 2000 - Tourist
- 2003 - Frisch
- 2003 - Helvetia
- 2005 - 2 piéces (Två stycken)
- 2005 - Freie sicht (Fri Sikt)

### Singlar
- 1996 - Erfolg (Framgång)
- 1996 - Mit dir leben (Att leva med dig)
- 1998 - Jeudi Amour (Torsdagskärlek)
- 1998 - Bad Hair Days
- 1998 - Bye Bye Bar
- 2000 - Je suis seul (Jag är ensam)
- 2000 - Where the Wild Roses Grow
- 2000 - Paradies (Paradis)
- 2002 - Kriminaltango
- 2003 - La Solitude (Ensamheten)
- 2005 - Paris c'est toi(toujours) (Paris det är du, alltid)
- 2005 - Ich bi wie du (Jag gillar dig)
- 2006 - Ruggewind
- 2006 - Elodie
- 2008 - Immer wenn du denkst (Närhelst du tror)
- 2009 - Gib mir was von dir
- 2010 - Il pleut de l'or (Det regnar guld)